# ندية أمازونية
ندية أمازونية (الاسم العلمي:Drosera amazonica) هي نوع من النباتات تتبع جنس الندية من الفصيلة الندوية.